# Liste der Fernstraßen in Thüringen
Diese Liste enthält Europastraßen, Autobahnen und Bundesstraßen im deutschen Bundesland Thüringen.

## Europastraßen
- E 40 - Verläuft auf der A 4 von West nach Ost durch Thüringen
- E 49 - Verläuft zunächst von Norden kommend bis Schleiz auf der A 9, danach auf der B 282 nach Plauen
- E 51 - Verläuft von Nord nach Süd auf der A 9 durch Thüringen

## Autobahnen
- A 4 Bad Hersfeld - Eisenach - Gotha - Erfurt - Weimar - Jena - Hermsdorfer Kreuz (A 9) - Gera - Dresden
- A 9 Leipzig - Eisenberg - Hermsdorfer Kreuz (A 4) - Schleiz - Nürnberg
- A 38 Göttingen - Heiligenstadt - Leinefelde-Worbis - Nordhausen - Halle
- A 44 Kassel - Eisenach
- A 71 Sangerhausen - Sömmerda - Erfurt - Arnstadt - Ilmenau - Suhl - Meiningen - Schweinfurt
- A 73 Suhl - Schleusingen - Eisfeld - Nürnberg

## Bundesstraßen
- B 2 Zeitz - Gera - Schleiz - Hof (Gesamtlänge etwa 1000 Kilometer, davon etwa 75 Kilometer in Thüringen): Nord-Süd-Verbindung; nur regionale Bedeutung, da parallel zur A 9 verlaufend
- B 4 Bad Harzburg - Nordhausen - Sondershausen - Erfurt - Ilmenau - Schleusingen - Coburg (Gesamtlänge etwa 610 Kilometer, davon etwa 190 Kilometer in Thüringen): Wichtige Nord-Süd-Achse zwischen Nordhausen und Erfurt, wird südlich von Erfurt zunehmend durch A 71 und A 73 ersetzt und hat dort ab 2008 nur noch regionale Bedeutung. Die B 4 ist zwischen Erfurt und Ilmenau bereits auf die A 71 verlegt und dort zur Landesstraße 3004 herabgestuft. Wird ab Schleusingen südwärts bis Nürnberg ebenfalls auf die A 73 verlegt werden
- B 7 Kassel - Eisenach - Gotha - Erfurt - Weimar - Jena - Eisenberg - Gera - Schmölln - Rochlitz (Gesamtlänge etwa 530 Kilometer, davon etwa 190 in Thüringen): Ost-West-Verbindung entlang der Thüringer Städtekette, verläuft größtenteils parallel zur A 4, Bedeutung als Einfallstraßen in die Großstädte sowie für den Fernverkehr zwischen Kassel und Eisenach im Westen (wird durch A 44 ersetzt werden) und zwischen Gera-Altenburg-Rochlitz
- B 19 Eisenach - Meiningen - Würzburg (Gesamtlänge etwa 450 Kilometer, davon etwa 56 Kilometer in Thüringen): Wichtige Nord-Süd-Verbindung zwischen Eisenach (A 4) und Meiningen (A 71). Wird südlich des Rennsteiges mittels Ortsumgehungen ausgebaut, ab Meiningen wurde sie bis Werneck durch die A 71 ersetzt und zur Landesstraße 3019 abgestuft.
- B 62 Bad Hersfeld - Vacha - Bad Salzungen - Barchfeld - Zella-Mehlis (Gesamtlänge etwa 280 Kilometer, davon etwa 30 Kilometer in Thüringen) West-Ost-Achse mit mittlerer Bedeutung - Parallele der Autobahn A 4 südlich des Kammgebirges Thüringer Wald; Anbindung des Raumes Zella-Mehlis und Schmalkalden; bis Barchfeld realisiert, von Barchfeld nach Benshausen Ausbau geplant, Teilstück Benshausen - Zella-Mehlis bereits beschildert.
- B 80 Witzenhausen - Heiligenstadt - Leinefelde-Worbis - Nordhausen - Sangerhausen (Gesamtlänge etwa 220 Kilometer, davon ursprünglich etwa 85 Kilometer in Thüringen): Die West-Ost-Verbindung von Kassel/Göttingen nach Halle/Leipzig wurde in Thüringen durch die A 38 ersetzt, die Bundesstraße östlich Kirchgandern bis zur Landesgrenze zur L3080 herabgestuft.
- B 81 Nordhausen - Halberstadt (Gesamtlänge etwa 95 Kilometer, davon etwa 5 Kilometer in Thüringen): wichtige Nordost-Südwest-Verbindung von Magdeburg nach Nordthüringen
- B 84 Hünfeld - Vacha - Eisenach - Bad Langensalza - Ebeleben - Sondershausen (Gesamtlänge etwa 125 Kilometer, davon etwa 105 in Thüringen); Verbindung von Eisenach nach Fulda, dort auch gewisse Bedeutung als südliche Umleitungsstrecke der A 4, nördlich von Eisenach nur regionale Bedeutung
- B 85 Berga - Bad Frankenhausen - Kölleda - Weimar - Rudolstadt - Saalfeld - Kronach (Gesamtlänge etwa 500 Kilometer, davon etwa 140 Kilometer in Thüringen) Wichtige Nord-Süd-Achse, besondere Bedeutung zur Erschließung des Ballungsraumes Saalfeld/Rudolstadt mit 60.000 Einwohnern, wo keine Autobahnen vorhanden sind. Zwischen Rudolstadt und Saalfeld schon zur Schnellstraße ausgebaut.
- B 86 Straußfurt - Artern - Sangerhausen (Gesamtlänge etwa 80 Kilometer, davon etwa 40 Kilometer in Thüringen) Besitzt Bedeutung als Verbindung von Erfurt nach Nordostthüringen und in die östliche Harzregion, teilweise auch Verkehr von Erfurt nach Halle, wird durch die A 71 ersetzt werden
- B 87 Ilmenau - Bad Berka - Apolda - Naumburg (Saale) (Gesamtlänge etwa 365 Kilometer, davon etwa 75 Kilometer in Thüringen): besitzt nur regionale Bedeutung auf der Relation Ilmenau-Weimar-Naumburg
- B 88 Eisenach - Ohrdruf - Ilmenau - Rudolstadt - Jena - Naumburg (Saale) (Gesamtlänge etwa 175 Kilometer, davon etwa 160 Kilometer in Thüringen) Besitzt auf Grund von parallel verlaufenden Autobahnen zwischen Eisenach und Ilmenau nur regionale Bedeutung, auf dem Abschnitt von Ilmenau über Rudolstadt nach Jena ist sie auch für den Fernverkehr von Bedeutung. Zwischen Jena und Naumburg besitzt sie mittlere Bedeutung.
- B 89 Meiningen - Hildburghausen - Eisfeld - Sonneberg - Kronach (Gesamtlänge etwa 85 Kilometer, davon etwa 80 Kilometer in Thüringen) West-Ost-Achse mit großer Bedeutung zur Erschließung der Landkreise Sonneberg und Hildburghausen
- B 90 A 71 – Stadtilm – Rudolstadt – Saalfeld - Bad Lobenstein - Gefell - Hof (Gesamtlänge etwa 75 Kilometer, komplett in Thüringen): westlicher Abschnitt Anbindung der Region Rudolstadt/Saalfeld an die A 71 sowie östlicher Abschnitt regionale Bedeutung zur Erschließung des südlichen Saale-Orla-Kreises
- B 92 Gera - Weida - Greiz - Plauen (Gesamtlänge etwa 100 Kilometer, davon etwa 35 in Thüringen); wichtige Nord-Süd-Verbindung zwischen Gera und Plauen
- B 93 Borna - Altenburg - Zwickau (Gesamtlänge etwa 70 Kilometer, davon etwa 25 Kilometer in Thüringen): Wichtige Nord-Süd-Verbindung von Leipzig nach Zwickau, teilweise zur Schnellstraße ausgebaut.
- B 94 Schleiz - Zeulenroda - Greiz - Reichenbach (Gesamtlänge etwa 60 Kilometer, davon etwa 40 Kilometer in Thüringen); mittlere Bedeutung zur Erschließung des Südteils des Landkreises Greiz
- B 175 Harth-Pöllnitz - Weida - Werdau (Gesamtlänge etwa 140 Kilometer, davon etwa 25 Kilometer in Thüringen); besitzt nur lokale Bedeutung, da die A 4 wenige Kilometer nördlich parallel verläuft
- B 176 Bad Langensalza - Sömmerda - Weißenfels (Gesamtlänge etwa 200 Kilometer, davon etwa 55 Kilometer in Thüringen); Wichtige Ost-West-Achse, dient der Erschließung der Stadt und des Landkreises Sömmerda
- B 180 Zeitz - Meuselwitz - Altenburg - Chemnitz (Gesamtlänge etwa 280 Kilometer, davon etwa 30 Kilometer in Thüringen) West-Ost-Achse mit mittlerer Bedeutung
- B 243 Osterode am Harz - Nordhausen / Gesamtlänge etwa 115 Kilometer, davon etwa 25 Kilometer in Thüringen): Verbindung von Nordhausen in Richtung Nordwesten (Hildesheim, Hannover, A 7), mittlere Bedeutung
- B 247 Duderstadt - Leinefelde-Worbis - Mühlhausen - Bad Langensalza und Gotha (Gesamtlänge etwa 100 Kilometer, davon etwa 80 Kilometer in Thüringen): Sehr wichtige Nord-Süd-Verbindung, Ausbau zur Schnellstraße zwischen Leinefelde und Gotha in Planung (u. a. Ortsumgehungen Mühlhausen, Leinefelde und Bad Langensalza), südlich von Gotha auf Grund der A 71 ab Ohrdruf bis Schleusingen zur Landesstraße 3247 abgestuft und nur noch untergeordnete Bedeutung
- B 249 Eschwege - Mühlhausen - Sondershausen (Gesamtlänge etwa 75 Kilometer, davon etwa 60 Kilometer in Thüringen): West-Ost-Verbindung mit mittlerer Bedeutung
- B 250 Eschwege - Treffurt - Eisenach (Gesamtlänge 17 Kilometer, davon etwa 11 Kilometer in Thüringen); Verbindung zwischen B 7 im Süden und B 249 im Norden, nur regionale Bedeutung
- B 278 Buttlar - Geisa - Tann (Gesamtlänge etwa 40 Kilometer, davon etwa 10 Kilometer in Thüringen) Nord-Süd-Route mit regionaler Bedeutung für die Kleinstädte im Ulstertal (Geisa, Tann)
- B 280 ehemals zwischen Zella-Mehlis und Meiningen, wurde nach der Eröffnung der BAB71 zurückgebaut, heute führt ein Teilstück der B62 und die K581 über die ehemalige Trasse.
- B 281 Eisfeld - Neuhaus am Rennweg - Saalfeld - Pößneck - Neustadt an der Orla - Triptis - Gera (Gesamtlänge etwa 100 Kilometer, komplett in Thüringen) große Bedeutung als Anschluss von Saalfeld/Rudolstadt zur A 9, Abschnitt Saalfeld-Triptis wird teilweise zur Schnellstraße ausgebaut, wichtige Straße für den Fernverkehr zur Querung des Thüringer Waldes zwischen Saalfeld und Eisfeld
- B 282 Schleiz - Plauen (Gesamtlänge etwa 30 Kilometer, davon etwa 10 Kilometer in Thüringen); wichtige Verbindung zwischen A 9 und Plauen, einzige Bundesstraße Thüringens auf der auch eine Europastraße (E 49) verläuft
- B 285 Bad Salzungen - Dermbach - Mellrichstadt (Gesamtlänge etwa 60 Kilometer, davon etwa 40 Kilometer in Thüringen); Nord-Süd-Achse mit regionaler Bedeutung für die Kleinstädte im Feldatal

## Ausbauplanungen
Zum Ausbau des Fernverkehrsnetzes in Thüringen gibt es zahlreiche Vorschläge und Planungen.
Im Bundesverkehrswegeplan 2030 ist die B 87n als rund 33 km lange Schnellstraße durch die Rhön von Meiningen nach Tann als „Weiterer Bedarf“ eingestuft.
Außerdem ist längerfristig geplant, die B 19 zwischen Barchfeld (Bad Salzungen) und Meiningen vierstreifig auszubauen. Gleiches wird auch für die B 247 zwischen Mühlhausen und Bad Langensalza in Erwägung gezogen.
Fortgeschritten sind derzeit die Bauarbeiten an der Verlängerung der B 62 von Barchfeld über Schmalkalden zur A 71 Anschlussstelle Suhl/Zella-Mehlis.